# Regierung Marián Čalfa II
Die tschechoslowakische Regierung Marián Čalfa II, geführt durch den Ministerpräsidenten Marián Čalfa, befand sich im Amt vom 27. Juni 1990 bis 2. Juli 1992. Sie folgte der Regierung Marián Čalfa I und wurde ersetzt durch die Regierung Jan Stráský.

## Regierungsbildung, Programm
Die Regierung Marián Čalfa II war im Amt –  wie auch die Regierung Marián Čalfa I – zu der Zeit des geschichtlichen Umbruchs der Tschechoslowakei und des Übergangs vom kommunistischen Einparteisystem zur demokratischen parlamentarischen Demokratie westlichen Typs. Nachdem  am 29. März 1990 der neue föderale Staat, die Tschechoslowakische Föderative Republik entstand, der am 22. April 1990 in die Tschechische und Slowakische Föderative Republik umbenannt wurde, fanden am  8./9. Juni 1990 die Parlamentswahlen statt. Die Regierung Marián Čalfa I, welche die Aufgabe hatte, diese Wahlen vorzubereiten, trat dann in der Folge am 27. Juni 1990 zurück.
Bei der Bildung der neuen Regierung Marián Čalfa II kam es zu Missverständnissen, die dazu führten, dass die Daten in einigen Quellen nicht identisch sind. Die Regierung Čalfa I erklärte ihren Rücktritt am 27. Juni 1990 abends, die neue Regierung Čalfa II wurde nicht einmal eine Stunde später eingesetzt, allerdings zu einem Zeitpunkt, als die neue föderale Abgeordnetenversammlung noch nicht beendet war. Infolgedessen kamen juristische Zweifel auf, ob der Verfassungsweg eingehalten wurde, weshalb beide Schritte am 29. Juni 1990 wiederholt wurden (in der gleichen Zusammensetzung des Kabinetts). Die Unterlagen der Regierung der Tschechischen Republik halten am Datum 27. Juni 1990 fest.
Čalfas zweite Regierung sollte die gesellschaftliche Transformation weiterführen und verfestigen.
Am 26. Juni 1992 erklärte die Regierung ihren Rücktritt und führte die Regierungsgeschäfte kommissarisch weiter bis zum 2. Juli 1992.

## Regierungszusammensetzung
Die Minister befanden sich während der gesamten regulären Amtsperiode im Amt (vom 27. Juni 1990 bis 2. Juli 1992) wenn nicht anders angegeben.
- Ministerpräsident: Marián Čalfa
- stellvertretender Ministerpräsident:
  - Jiří Dienstbier
  - Jozef Mikloško
  - Pavel Rychetský
  - Václav Valeš
  - Václav Klaus (3. Oktober 1991 bis 2. Juli 1992)
  - Pavel Hoffmann (3. Oktober 1991 bis 2. Juli 1992)
- Außenminister: Jiří Dienstbier
- Verteidigungsminister:
  - Miroslav Vacek (27. Juni 1990 bis 18. Oktober 1990)
  - Luboš Dobrovský (18. Oktober 1990 bis 2. Juli 1992)
- Innenminister: Ján Langoš
- Finanzminister: Václav Klaus
- Minister für Arbeit und Soziales: Petr Miller
- Außenhandelsminister:
  - Slavomír Stračár (27. Juni 1990 bis 21. August 1990)
  - Jozef Bakšay (25. Januar 1991 bis 2. Juli 1992)
- Verkehrsminister: Jiří Nezval
- Minister für strategische Planung: Pavel Hoffmann (kommissarisch)
- Wirtschaftsminister: Vladimír Dlouhý (kommissarisch)
- Minister für Post und Telekommunikationen:
  - Theodor Petrík (27. Juni 1990 bis 19. April 1991)
  - Emil Ehrenberger (19. April 1991 bis 2. Juli 1992)
- Ministerin für Kontrolle (im Ministerrang): Květoslava Kořínková (kommissarisch)
- Minister für wirtschaftlichen Wettbewerb Imrich Flassik (18. Januar 1991 bis 2. Juli 1992, kommissarisch)
- Minister für Umwelt: Josef Vavroušek (19. Juli 1990 bis 2. Juli 1992)

### Parteizugehörigkeit
Die Regierung setzte sich zum Zeitpunkt der Ernennung am 27. Juni 1990 aus Vertretern folgender Parteien:
- Občanské fórum (OF), 8 Kabinettsmitglieder
- Verejnosť proti násiliu (VPN), 4 Kabinettsmitglieder
- Kresťanskodemokratické hnutie (KDH), 3 Kabinettsmitglieder
- Komunistická strana Československa (KSČ), 1 Kabinettsmitglied[Anm 1]
- parteilose, 8 Kabinettsmitglieder

Die kommunistische KSČ verließ die Regierung am 18. Oktober 1990. Nachdem Občanské fórum zerfiel 1991, rückten Vertreter der Nachfolgeorganisationen Občanské hnutí (OH) und Občanská demokratická strana (ODS) in die Regierung.

### Regierungen der Teilrepubliken
Parallel zur Regierung der Tschechoslowakischen Sozialistischen Republik hatten die beiden Teilrepubliken (Tschechische Sozialistische Republik und Slowakische Sozialistische Republik, beide erst ab 1969) ebenfalls eine eigene Regierung:
- Tschechische Sozialistische Republik: * Tschechische Sozialistische Republik: Regierung Josef Korčák V, Ladislav Adamec, František Pitra und Petr Pithart (18. Juni 1986 bis 29. Juni 1990)
- Slowakische Sozialistische Republik: Regierung Milan Čič (12. Dezember 1989–26. Juni 1990)

## Anmerkung
1. ↑  Miroslav Vacek, der Mitglied der KSČ war, verließ die Regierung am 18. Oktober 1990